# Ana Mulvoy Ten
Ana Mulvoy Ten (ur. 8 maja 1992 w Londynie) – hiszpańsko-brytyjska aktorka, która wystąpiła m.in. w serialu Tajemnice domu Anubisa i filmie Dziewczyna z książek.

## Życiorys
Jej ojciec jest Irlandczykiem, a matka Hiszpanką. Ma młodszego brata Javiera i trzy adoptowane siostry: Bellę, Emmy i Claudię. Mówi płynnie po hiszpańsku, angielsku i włosku. Uczyła się w Modern Languages przy University College London.

## Filmografia[1]
- 2003: Mój dom w Umbrii jako dziewczynka (niewymieniona w czołówce)
- 2003: Star jako Annie
- 2008: Out There jako Mirabelle
- 2008-2010: Cosas de la vida jako Rosi
- 2009: Mity jako Afrodyta
- 2011: Red Faction: Origins jako Vayla
- 2012: First Time Loser jako Leila
- 2011-2013: Tajemnice domu Anubisa jako Amber Millington[2]
- 2014: Teen Wolf: nastoletni wilkołak jako Carrie Hudson (sezon 4 odcinek 5)
- 2015: Dziewczyna z książek[2] jako młoda Alice
- 2015: Ur In Analysis jako Daisy
- 2015: Tomato Soup: The Movie jako Baldwin
- 2015: Vanity[2] jako Karen
- 2016: Outlaw[2] jako Jen
- 2017: The Queen of Hollywood Blvd jako Grace
- 2017: Famous in Love jako Dakota[2] (1 odc.)
- 2017: American Crime jako Shae Reese[2]
- 2018: Ascension[2] jako Angela
- 2019: Selah and the Spades jako Bobby